# 歐洲學生協會
歐洲學生協會（法語：Association des États Généraux des Étudiants de l'Europe，縮寫AEGEE）亦稱歐洲學生論壇，是歐洲和世界最大的學生組織。該組織成立於1985年，現有在歐洲、俄羅斯、土耳其和高加索地區各大學中大約13,000個成員。總部位於布魯塞爾。
該協會的目的是提高歐洲的平等、民主和國際化水平，擁護歐洲學生的利益。每年該協會都會組織各種會議和活動。它的簡稱AEGEE與民主發源地愛琴海相近，全名的一部分是法語三級會議（États Généraux）。

## 外部連結
- AEGEE.org - AEGEE main website （页面存档备份，存于）
- - AEGEE intranet （页面存档备份，存于）
- The AEGEEan - AEGEE's online magazine （页面存档备份，存于）
- AEGEE-Academy - training and HR resources （页面存档备份，存于）
- AEGEE Television
- Description and reviews of all SUs between 1997 and 2005
- Les Anciens alumni association （页面存档备份，存于）
- AEGEE OneEuropeBlog （页面存档备份，存于）